# Oliver Narr
Oliver Narr-Bolduan (* 21. Juli 1976 in Konstanz) ist ein ehemaliger deutscher Basketballspieler. In der Basketball-Bundesliga stand der 2,22 Meter große Centerspieler bei Freiburg, Bamberg und Trier unter Vertrag. Zudem spielte er in der italienischen Serie A.

## Karriere
Er spielte zunächst Handball und begann in Singen im Alter von 18 Jahren mit dem Basketballsport, 1997 wechselte der Linkshänder von Tuttlingen zum Bundesliga-Aufsteiger USC Freiburg. Der italienische Spitzenklub Benetton Treviso wurde auf den langen Innenspieler aufmerksam und holte ihn zur Saison 1998/99 in die Serie A. Narr kam in Treviso unter Startrainer Željko Obradović nicht über die Rolle des Ergänzungsspielers hinaus und wurde lediglich in zwei Ligaspielen eingesetzt, in denen er insgesamt sechs Punkte erzielte. Auf dem Weg zum Gewinn des europäischen Vereinswettbewerbs Saporta Cup 1999 wirkte er in fünf Spielen mit (2,2 Punkte im Schnitt).
Zur Saison 1999/2000 wurde Narr von Trevisos Serie-A-Konkurrent Canturina Cantù unter Vertrag genommen, für den er fünf Partien bestritt, ehe er im Oktober 1999 nach Deutschland zurückkehrte und von Bundesligaverein TSK Bamberg verpflichtet wurde.
Nach zwei Jahren in Bamberg wechselte Narr wieder nach Freiburg und trumpfte für die Breisgauer in der Saison 2001/02 in der 2. Bundesliga auf. Seine guten Leistungen brachten ihm abermals das Interesse eines Bundesligisten ein: 2002 unterschrieb Narr beim TBB Trier, wo er bis zum Ende der Saison 2003/04 spielte und sich dann dem Regionalligisten KGJ Schwenningen anschloss. In Schwenningen war er bis 2006 aktiv. In der Saison 2008/09 spielte er wieder in Schwenningen und übernahm im Laufe der Saison das Traineramt.
Im Januar 2009 sagte Narr gegenüber der Zeitung Volksfreund mit Blick auf seine Basketball-Karriere und den ausgebliebenen großen Durchbruch: „Ich habe einfach zu wenig Spielzeit gehabt. Und gerade ich als Seiteneinsteiger hätte die ganz nötig gebraucht.“ Als Trainer führte er Schwenningen in der Saison 2009/10 zum Aufstieg in die 2. Bundesliga ProB und gab anschließend sein Amt ab.